# Giovanni Brotto
Giovanni Brotto, né le 31 juillet 1917 à Cassola en Vénétie et mort le 20 février 2012, est un coureur cycliste italien, professionnel de 1939 à 1951.   

## Palmarès
- 1938
  - Astico-Brenta
  - La Popolarissima
- 1939
  - 2e du Milan-Munich
  - La Popolarissima
  - 3e du Tour d'Émilie
- 1940
  - Astico-Brenta
  - Coppa Zenith
- 1942
  - 2e de la Coppa Marin
  - 6e du Milan-Modène
  - 7e du Milan-San Remo
  - 8e du Tour d'Émilie
- 1943
  - 9e du Tour de la province de Milan avec Mario Fazio

## Résultats sur les grands tours

### Tour d'Italie
3 participations
- 1940 : 32e
- 1946 : abandon
- 1947 : 44e